# Wiedemannia nevadensis
Wiedemannia nevadensis är en tvåvingeart som beskrevs av Wagner 1990. Wiedemannia nevadensis ingår i släktet Wiedemannia och familjen dansflugor.
Artens utbredningsområde är Spanien. Inga underarter finns listade i Catalogue of Life.